# Diane McBain
Pour les articles homonymes, voir McBain.
Diane McBain est une actrice américaine née le 18 mai 1941 à Cleveland (Ohio) et morte le 21 décembre 2022 à Woodland Hills (Californie).

## Biographie
Dès son enfance, Diane McBain emménage avec sa famille en Californie. Elle est modèle avant de débuter dans le cinéma. Un agent de la Warner Bros la remarque et lui fait signer un contrat. Sa carrière débute en 1959 avec la diffusion de deux épisodes de la série télévisée Maverick.
En 1960, alors qu'elle n'a que 19 ans, elle se fait connaître grâce au film Les Aventuriers (Ice Palace) avec Martha Hyer, Carolyn Jones et Richard Burton. Avec Caroll Baker, elle devient l'un des espoirs de la Warner. Elle joue souvent des rôles de filles riches, gâtées et sophistiquées. 
Elle tourne dans 65 films et séries télévisées de 1959 à 2001. En 1972, elle devient l'épouse de Rodney L. Burke. Ils divorcent deux ans plus tard. Ils eurent un enfant ensemble, Evan Andrew Burke, né à Los Angeles (Californie). 
Le matin de Noël 1982, elle est cambriolée, frappée, et violée chez elle par deux hommes. Elle décide alors de venir en aide aux autres victimes de viols. 
Sa dernière apparition sur les écrans remonte à 2001 dans la série Strong Medecine.

## Filmographie sélective
- 1960 : Les Aventuriers (Ice Palace)
- 1961 : La Soif de la jeunesse : Alison Post
- 1962 : Black Gold de Leslie H. Martinson : Ann Evans
- 1963 : La Cage aux femmes : Alison Horne
- 1963 : Mary, Mary de Mervyn LeRoy
- 1964 : La Charge de la huitième brigade : Laura Frelief
- 1965 et 1967 : Les Mystères de l'Ouest (The Wild Wild West), de Michael Garrison (série TV)
  - La Nuit des mille Yeux (The Night of a Thousand Eyes), saison 1 épisode 6, de Richard C. Sarafian (1965) : Jennifer Wingate
  - La Nuit de la Mariée (The Night of the Vicious Valentine), saison 2 épisode 20, d'Irving J. Moore (1967) : Elaine Dodd
- 1967 : Thunder Alley de Richard Rush : Annie Blaine
- 1969 : The Sidehackers : Rita
- 1995 : Sabrina, l'apprentie sorcière (Sabrina, the teenage witch): la grand-mère de Sabrina (saison 1)